# Zetiovo (distrikt i Burgas)
Zetiovo (bulgariska: Зетьово) är ett distrikt i Bulgarien.   Det ligger i kommunen Obsjtina Ajtos och regionen Burgas, i den östra delen av landet, 300 km öster om huvudstaden Sofia.